# 고마쓰 사쿄
고마쓰 사쿄(일본어: 小松 左京 코마츠 사쿄[*])는 일본의 소설가이다. 사쿄는 필명이며 본명은 고마쓰 미노루(일본어: 小松 実)이다. 호시 신이치, 쓰쓰이 야스타카와 함께 일본을 대표하는 SF 작가로서 알려져 있다.

## 같이 보기
- 판 구조론